# Nino Konis Santana

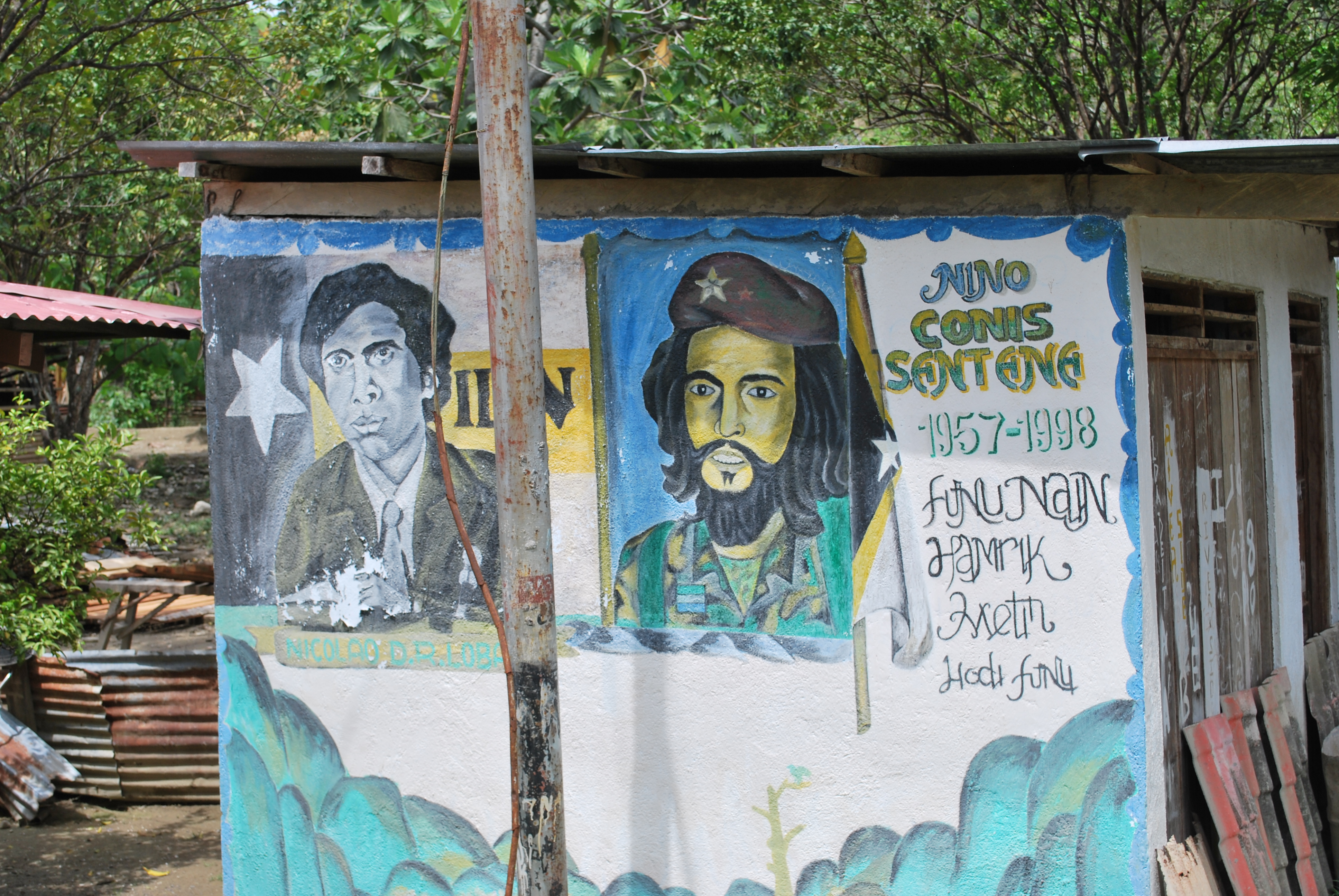
Graffiti mit Nino Konis Santana (rechts) und Nicolau dos Reis Lobato in Naeboruc

Nino Konis Santana (* 12. Januar 1957 in Vero, Portugiesisch-Timor; † 11. März 1998 in Mertuto, Osttimor), eigentlich José (Zé) Conisso António Santana war von April 1993 bis zu seinem Unfalltod 1998 der Chef der FALINTIL, dem militärischen Arm des osttimoresischen Widerstands gegen die indonesische Besetzung (1975–1999).

## Werdegang
Während der portugiesischen Kolonialherrschaft wurde Konis im äußersten Osten der Insel Timor im Dorf Vero im Suco Tutuala/Gemeinde Lospalos geboren. Er gehörte dem Clan (Ratu) Kukulori, an, der zur dort dominierenden Ethnie der Fataluku gehört. Konis erhielt eine Ausbildung in einer katholischen Schule und arbeitete in der Region als Lehrer bis zur indonesischen Invasion im Dezember 1975.
1974 bis 1975 war Konis Chef der Osttimoresischen Studentenorganisation UNETIM, die mit der neuen Partei FRETILIN verbunden war. Als Mitglied der Wahlkommission bereitete er die ersten Wahlen in Portugiesisch-Timor vor, die als Test am 13. März 1975 im Distrikt Lospalos durchgeführt wurden und die Kolonie für die Unabhängigkeit vorbereiten sollten. Kandidaten der FRETILIN setzten sich dabei mehrheitlich durch. Diese rief am 28. November 1975 die unabhängige Demokratische Republik Osttimor aus. Nur wenige Tage später landeten indonesische Truppen im Land.
Konis schloss sich dem Widerstand in den Bergen an und wurde zum Vertreter der Militärregion Lospalos. Nachdem 1981 die Basiscamps aufgegeben wurden, wurde er Mitglied der Kontaktgruppe, die von FALINTIL-Kommandant Xanana Gusmão geleitet wurde. 1982 ernannte Gusmão Konis zu seinem politischen Assistent. 1988 wurde Santana einer von drei Stellvertretern von Ma'huno Bulerek Karathayano, dem Sekretär des FRETILIN-Direktivkomitees (CDF). Konis geriet 1990 in einen indonesischen Hinterhalt und wurde dabei durch Schüsse am Hals, Oberschenkel und Fuß verwundet. 1991 hatte Konis seine Basis in Ermera, da man plante, die Kämpfe auf den indonesischen Westteil der Insel auszudehnen. Hier errichtete er eine kleine Kapelle, die der Heiligen Mutter von Fatima gewidmet wurde. Als Gusmão im November 1992 von den Indonesiern gefangen genommen wurde, übernahm Ma'huno die Führung der FALINTIL. Konis wurde zum Mitglied des Militärischen Politischen Komitees. Im April wurde auch Ma'huno gefangen genommen und Konis wurde der neue Kommandant der FALINTIL. In der FRETILIN war Konis Sekretär des Direktivkomitees.
Konis kam 1998 bei einem Sturz im dichten Nebel ums Leben, als er in einen versteckten Unterschlupf klettern wollte. Die immer noch im Oberschenkel steckende Kugel von der Verwundung 1990 soll mit ein Grund für den Sturz gewesen sein. Sein Nachfolger als Chef der FALINTIL wurde Taur Matan Ruak. Konis wurde zunächst in Mertuto beerdigt. Am 9. Dezember 2012 wurde er exhumiert. Nach einer traditionellen Zeremonie in Lospalos wurde der Leichnam am 20. Dezember auf dem Nationalen Heldenfriedhof in Metinaro beerdigt.

## Zitat
«Sem a Língua Portuguesa Timor seria um eterno escravo  da cultura javanesa.»

„Ohne die portugiesische Sprache wäre Timor ein ewiger Sklave der javanischen Kultur.“

## Ehrungen
Nach Konis wurde 2007 bei seinem Geburtsort Tutuala der Nationalpark Nino Konis Santana benannt, Osttimors erster Nationalpark. Eine dort 2013 im Flachwasser der Küste entdeckte neue Fischart wurde ebenfalls nach dem Guerillachef benannt, die Grundel Eviota santanai. Der dort erstmals entdeckte und 2023 beschriebene Gecko Cyrtodactylus santana wurde nach dem Nationalpark benannt.
In Gleno steht die Nino Konis Santana High School. Postum wurden Konis der Ordem das Falintil und der Ordem de Timor-Leste (Collar) verliehen.